# Willian Cardoso
Pour les articles homonymes, voir Cardoso.
 (juillet 2013).
Si vous disposez d'ouvrages ou d'articles de référence ou si vous connaissez des sites web de qualité traitant du thème abordé ici, merci de compléter l'article en donnant les références utiles à sa vérifiabilité et en les liant à la section « Notes et références ».
Willian Cardoso (8 février 1986 à Balneário Camboriú - ) est un surfeur brésilien de renommée internationale.